# Cartographie géomorphologique
La cartographie géomorphologique consiste à représenter sur une carte géographique les formes du relief. Selon le type de légende utilisée, l'accent peut être mis sur :
- la genèse des formes (cartes morphogénétiques) : les formes sont classées selon les processus qui leur ont donné naissance ;
- la dynamique morphologique (cartes morphodynamiques) : les formes sont classées selon leur activité actuelle (formes héritées, actives) ou selon la distinction entre dynamique d'érosion et d'accumulation ;
- la morphologie générale du terrain (cartes morphographiques) : l'attention se focalise par exemple sur les distinctions de pente, la forme des versants, etc.